# خوانگ جیانشین
خوانگ جیانشین (چینی: 黄建新؛ زادهٔ ۱۹۵۴ میلادی) کارگردان فیلم و تهیه‌کننده فیلم اهل چین است.
از فیلم‌ها یا مجموعه‌های تلویزیونی که وی کارگردانی کرده است، می‌توان به تأسیس جمهوری و تأسیس یک حزب اشاره نمود.

## گزیده فیلم‌شناسی

### کارگردان
- تأسیس جمهوری (۲۰۰۹)
- تأسیس یک حزب (۲۰۱۱)

### تهیه کننده
- نبرد فرماندهان ( ۲۰۰)
- همه چیز درباره زنان (۲۰۰۸)